# DeAndre' Bembry
DeAndre' Pierre' Bembry (Charlotte, Carolina del Norte, 4 de julio de 1994) es un baloncestista estadounidense que se encuentra sin equipo. Con 1,96 metros de estatura, juega en la posición de alero.

## Trayectoria deportiva

### Universidad
Jugó tres temporadas con los Seminoles de la Universidad Estatal de Florida, en las que promedió 15,7 puntos, 6,7 rebotes y 3,6 asistencias por partido. En sus dos últimas temporadas fue incluido en el mejor quinteto tanto de la Atlantic 10 Conference como de la no oficial Philadelphia Big 5, siendo elegido en 2016 en ambas conferencias como Jugador del Año.

#### Estadísticas
| Año     | Equipo         | PJ  | PT  | MPP  | %TC  | %3P  | %TL  | RPP | APP | ROB | TPP | PPP  |
| ------- | -------------- | --- | --- | ---- | ---- | ---- | ---- | --- | --- | --- | --- | ---- |
| 2013–14 | Saint Joseph's | 34  | 34  | 32.6 | .458 | .346 | .583 | 4.5 | 2.7 | .9  | .6  | 12.1 |
| 2014–15 | Saint Joseph's | 31  | 31  | 38.6 | .432 | .327 | .638 | 7.7 | 3.6 | 1.9 | .9  | 17.7 |
| 2015–16 | Saint Joseph's | 36  | 35  | 37.3 | .479 | .266 | .657 | 7.8 | 4.5 | 1.4 | .8  | 17.5 |
| Total   | Total          | 101 | 100 | 36.1 | .457 | .312 | .628 | 6.7 | 3.6 | 1.4 | .8  | 15.7 |

### Profesional
Fue elegido en la vigésimo primera posición del Draft de la NBA de 2016 por Atlanta Hawks. Debutó el 27 de octubre en un partido ante los Washington Wizards, consiguiendo 2 puntos y un rebote.
Después de cuatro años en Atlanta, el 22 de noviembre de 2020, firma con Toronto Raptors.
Tras un año en Toronto, el 6 de agosto de 2021, firma como agente libre con Brooklyn Nets por 1 año. El 10 de febrero de 2022 es cortado por los Nets. Pero el 15 de febrero firma hasta final de temporada con Milwaukee Bucks. Pero tras 8 encuentros con los Bucks, el 12 de marzo ante Golden State Warriors, sufre una lesión en la rodilla. Al día siguiente se confirma su baja para el resto de la temporada, al diagnosticarle roturas de ligamentos en la rodilla derecha. Finalmente, el 7 de abril es cortado por los Bucks.

## Estadísticas de su carrera en la NBA

### Temporada regular
| Año     | Equipo    | PJ  | PT | MPP  | %TC  | %3P  | %TL  | RPP | APP | ROB | TPP | PPP |
| ------- | --------- | --- | -- | ---- | ---- | ---- | ---- | --- | --- | --- | --- | --- |
| 2016-17 | Atlanta   | 38  | 1  | 9.8  | .480 | .056 | .375 | 1.6 | .7  | .2  | .1  | 2.7 |
| 2017-18 | Atlanta   | 26  | 3  | 17.5 | .414 | .367 | .576 | 2.8 | 1.9 | .8  | .5  | 5.2 |
| 2018-19 | Atlanta   | 82  | 15 | 23.5 | .446 | .289 | .640 | 4.4 | 2.5 | 1.3 | .5  | 8.4 |
| 2019-20 | Atlanta   | 43  | 4  | 21.3 | .456 | .231 | .542 | 3.5 | 1.9 | 1.3 | .4  | 5.8 |
| 2020-21 | Toronto   | 51  | 12 | 19.1 | .51  | .264 | .682 | 2.9 | 2.1 | 1.0 | .4  | 5.7 |
| 2021-22 | Brooklyn  | 48  | 20 | 19.8 | .568 | .417 | .600 | 3.2 | 1.3 | 1.0 | .5  | 5.8 |
| 2021-22 | Milwaukee | 8   | 0  | 9.6  | .375 | –    | –    | 1.4 | .8  | .3  | .0  | .8  |
| Total   | Total     | 296 | 55 | 19.2 | .474 | .283 | .611 | 3.2 | 1.8 | 1.0 | .4  | 5.9 |